# 야마토노 센지
야마토노 센지(일본어: 大和 宣旨 やまと の せんじ[*], 생몰년 미상)는 헤이안 시대 중기의 가인이다. 츄나곤 타이라노 코레나카의 딸이다. 생모는 후지와라노 타다노부의 딸이다. 남편으로는 후지와라노 미치마사, 후에 이혼하고 후지와라 노리타다와 재혼했다. 후지와라노 겐시를 섬긴 중궁 센지 (필두뇨보)이다. 고슈이와카슈에 3수가 수록되어있다.
藤原妍子に仕えた中宮宣旨（筆頭女房）。後拾遺集に3首選ばれている。

## 생애
첫 남편인 후지와라노 미치마사가 간코 2년 (1005년) 정월에 원복하여, 3월에 아버지 타이라노 코레나카가 다자이후에서 사망한 것으로 보아, 같은 해 초에 혼인이 성립되었을 가능성이 높다. 그러나, 나중에 미치마사와 이혼하고, 후지와라노 겐시의 처소에 출사했다. 시기적으로는 간코 8년 (1011년) 8월 이전 (겐시가 뇨고 선지를 받기 이전)으로 추측된다.

## 작품

### 후습유집(後拾遺集)
- 涙川流るゝみをとしらねばや袖ばかりをば人のとふらむ(550)
- はるばると野中にみゆる忘れ水たえまたえまをなげく頃かな(735)
- 戀しさを忍びもあへず空蝉のうつし心もなくなりにけり(809)